# Omicidio di adolescenti israeliani del 2014
Il 12 giugno 2014, 3 adolescenti israeliani furono rapiti alla fermata dell'autobus presso l'insediamento israeliano di Alon Shvut a Gush Etzion, in Cisgiordania, mentre facevano l'autostop verso le loro case. I 3 adolescenti erano Naftali Frenkel (16 anni, di Nof Ayalon), Gilad Shaer (16 anni, di Talmon) e Eyal Yifrah (19 anni, di El'ad).
Gilad Shaer chiamò un numero di emergenza della polizia per segnalare il rapimento. La registrazione della chiamata di emergenza fu divulgata al pubblico. Dopo il messaggio sussurrato di Shaer "mi hanno rapito", la chiamata registrò anche le grida in arabo dei rapitori e diverse raffiche di arma da fuoco automatica.
Le forze di difesa israeliane avviarono l'operazione Brother's Keeper (in ebraico: מבצע שובו אחים, Mivtza Shuvu Ahim) alla ricerca dei 3 adolescenti. Come parte dell'operazione, nei successivi 11 giorni Israele arrestò circa 350 palestinesi, inclusi quasi tutti i leader di Hamas in Cisgiordania.
Il 15 giugno, il primo ministro israeliano Benjamin Netanyahu affermò che i ragazzi erano stati rapiti da Hamas, cosa che Hamas negò. Il presidente palestinese Mahmud Abbas sostenne che al 22 giugno non vi erano prove che Hamas fosse dietro il rapimento.
Il 25 luglio, il corrispondente della BBC Jon Donnison twittò che il portavoce della polizia israeliana Mickey Rosenfeld aveva dichiarato che i rapimenti fossero dovuti all'azione di una "cellula solitaria". Sheera Frenkel aveva riportato opinioni simili da fonti israeliane e palestinesi circa 10 giorni prima. Rosenfeld in seguito negò di aver usato le parole "cellula solitaria".

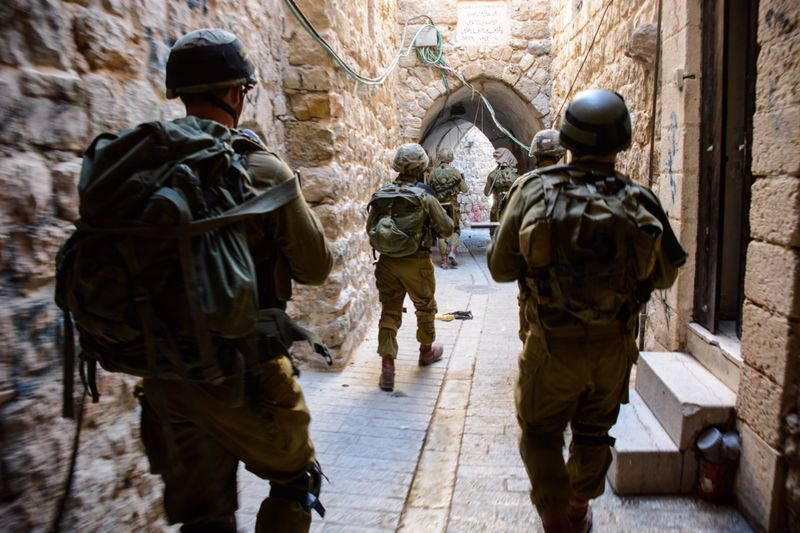
La Brigata Nahal dell'Esercito israeliano conduce una ricerca nell'area di Hebron.

Il 5 agosto Israele dichiarò di aver arrestato Hussam Qawasmeh, cugino di Marwan Qawasmeh, l'11 luglio, sospettato di aver organizzato l'uccisione dei tre adolescenti. Secondo i documenti del tribunale, Qawasmeh dichiarò che i membri di Hamas a Gaza finanziarono il reclutamento e l'armamento degli assassini. Gli avvocati di Hussam Qawasmeh dichiararono che avrebbe confessato sotto "pesanti torture" da parte dello Shin Bet.
Il 26 giugno, l'Agenzia di sicurezza israeliana rilasciò le identità di 2 sospettati di Hamas nel rapimento. Sia l'ISA che le autorità palestinesi affermarono che i 2 uomini scomparvero dalla notte del rapimento, e l'ISA affermò che entrambi avevano commesso atti di terrorismo, erano stati arrestati e avevano scontato una pena in passato, e che erano stati considerati sospetti subito dopo il rapimento. Un alto funzionario dell'intelligence palestinese dichiarò in via ufficiosa che la loro scomparsa costituiva una chiara prova che i due sospetti avevano legami con il rapimento.
Il 30 giugno, le squadre di ricerca trovarono i corpi dei 3 adolescenti scomparsi in un campo a nord-ovest di Hebron. A quanto pare erano stati uccisi poco dopo il rapimento. Il primo ministro Benjamin Netanyahu promise una risposta dura a tali omicidi.
Il 20 agosto 2014, un funzionario di Hamas, Salah al-Arouri, pubblicamente identificato come la mente dell'operazione diversi giorni dopo il rapimento, il 19 giugno, affermò che il braccio armato dell'organizzazione, le Brigate Ezzedin al-Qassam, erano dietro il rapimento e l'omicidio. Il leader di Hamas Khaled Mashal affermò che alcuni membri di Hamas avevano rapito e ucciso i ragazzi israeliani, ma che non stavano agendo su ordini della leadership di Hamas, che non ne sarebbe stata a conoscenza. Meshaal, che dal 2004 guidava l'ala politica di Hamas in esilio, negaò di essere coinvolto nei "dettagli" delle "questioni militari" di Hamas. Elogiò i rapitori sperando che l'azione potesse portare al rilascio dei prigionieri palestinesi. Secondo J.J. Goldberg, l'atto d'accusa militare non conteneva prove di ordini da Hamas stessa e rafforzava la tesi che l'incidente fosse stato organizzato dalla sola famiglia Qawasmeh. Secondo Amos Harel e Chaim Levinson, i rapitori avevano pianificato di aspettare qualche giorno, quindi contattare gli alti funzionari di Hamas nell'area di Hebron, per gestire gli ostaggi e negoziare uno scambio di prigionieri con Israele. A loro avviso, sembrava dubbio che qualsiasi alto funzionario di Hamas sarebbe stato pronto ad accettare questo tipo di rischio.
Il 23 settembre 2014, dopo che Israele uccise i 2 sospetti, Marwan Qawasmeh e Amar Abu-Isa (alias Amer Abu Aysha) in una sparatoria, il capo delle IDF, il tenente generale Benny Gantz annunciò che l'operazione Brother's Keeper era giunta al termine.
Il 6 gennaio 2015, Hussam Qawasmeh, membro di Hamas, fu incarcerato, condannato a 3 ergastoli ed a un risarcimento alle famiglie delle vittime di 63.000 dollari per gli omicidi.